# Brave (альбом Marillion)
Brave — седьмой студийный альбом британской рок-группы Marillion из Эйлсбери (графство Бакингемшир). Он был выпущен 7 февраля 1994 года на лейбле EMI Records. Он занял 10-е место в чарте UK Albums Chart, став последним альбомом группы, попавшим в Топ-10 в Соединённом Королевстве, пока F E A R не достиг 4-го места в 2016 году.
В 2000 году он был выбран журналом Classic Rock как один из «30 лучших альбомов 90-х», а в 2003 году тем же изданием как один из «30 величайших концептуальных альбомов рока».

## История
Оправившись от неудачного альбома Holidays in Eden, Marillion на 15 месяцев уединились в студии, чтобы написать и записать концептуальный альбом Brave. Рассказывая историю девочки, подвергшейся насилию и блуждающей по мосту Severn Bridge, альбом представляет собой солидную смесь симфонических композиций с ярко выраженным роковым уклоном. Группа, известная своими трилогиями, представляет финальный сет из «The Great Escape», «The Last of You» и «Falling From the Moon» как одну из самых динамичных демонстраций вокалиста Стива Хогарта и гитариста Стива Ротери. Вместе с альбомом в Европе был выпущен полнометражный фильм «Brave», режиссёром которого выступил Ричард Стэнли. 50-минутный фильм вышел 6 февраля 1995 года.

## Отзывы
| Оценки критиков | Оценки критиков |
| Источник        | Оценка          |
| --------------- | --------------- |
| AllMusic        | [ 2 ]           |

Brave получил положительные отзывы критиков.
Дейл Дженсен из AllMusic отметил, что «Brave остаётся самым сложным релизом Marillion на сегодняшний день, со многими слоями звука».
Альбом, смешавший классический симфонический прогрессивный рок со стандартным роком, был назван Raw одним из 20 величайших альбомов 1994 года. В 2000 году он был выбран Classic Rock как один из «30 лучших альбомов 90-х», а в 2003 году тем же изданием как один из «30 величайших концептуальных альбомов рока».
«Мы потеряли много поклонников на Brave», — сказал Хогарт в 2018 году. «Он не был хорошо принят. Сейчас все оглядываются назад и говорят: „Какой замечательный альбом“. Но никто не говорил этого в день его выхода». Ротери добавил: «Думаю, после его выхода должно пройти не меньше года или двух, прежде чем люди увидят его таким, каким он был».

## Список композиций
Музыка Стив Хогарт/Steve Rothery/Mark Kelly /Pete Trewavas/Ian Mosley. Слова Хогарта, кроме указанных треков.

### Виниловое издание
Side one
1. «Bridge» — 2:55
2. «Living with the Big Lie» — 6:46
3. «Runaway» (Hogarth/John Helmer) — 4:40
4. «Goodbye to All That» — 0:49

Side two
1. «Goodbye To All That (continued)» — 11:51
  1. «(i) Wave»
  2. «(ii) Mad»
  3. «(iii) The Opium Den»
  4. «(iv) The Slide»
  5. «(v) Standing in the Swing»
2. «Hard as Love» (Hogarth/Helmer) — 6:41
3. «The Hollow Man» — 4:08

Side three
1. «Alone Again in the Lap of Luxury» — 8:13
  1. «(i) Now wash your hands»
2. «Paper Lies» (Hogarth/Helmer) — 5:47
3. «Brave» — 7:56

Side four, groove one
1. «The Great Escape» (Hogarth/Helmer) — 6:30
  1. «(i) The Last of You»
  2. «(ii) Fallin' from the Moon»
2. «Made Again» (Helmer) — 5:02

Side four, groove two
1. «The Great Escape (Spiral Remake)» (Hogarth/Helmer) — 4:38
2. «[unlisted water noises]» — 6:54

### CD-издание
1. «Bridge» — 2:52
2. «Living with the Big Lie» — 6:46
3. «Runaway» — 4:41
4. «Goodbye to All That» — 12:26
  1. «i) Wave»
  2. «ii) Mad»
  3. «iii) The Opium Den»
  4. «iv) The Slide»
  5. «v) Standing in the Swing»
5. «Hard as Love» — 6:42
6. «The Hollow Man» — 4:08
7. «Alone Again in the Lap of Luxury» — 8:13
  1. «i) Now Wash Your Hands»
8. «Paper Lies» — 5:49
9. «Brave» — 7:54
10. «The Great Escape» — 6:29
  1. «i) The Last of You»
  2. «ii) Fallin' from the Moon»
11. «Made Again» — 5:02

## Чарты
| Чарт (1994)                             | Высшая позиция |
| --------------------------------------- | -------------- |
| Бельгия/Фландрия (Ultratop)             | 176            |
| Нидерланды (Album Top 100)              | 7              |
| Финляндия (The Official Finnish Charts) | 26             |
| Германия (Offizielle Top 100)           | 17             |
| Швеция (Sverigetopplistan)              | 25             |
| Швейцария (Schweizer Hitparade)         | 21             |
| Великобритания (UK Albums Chart)        | 10             |

| Чарт (1994)                | Позиция |
| -------------------------- | ------- |
| Нидерланды (Album Top 100) | 100     |